# Biblioteca Nacional de la República Argentina
La Biblioteca Nacional de la República Argentina és la biblioteca més important d'eixe país. Actualment està situada en el barri porteño de Recoleta, sent inaugurada en 1810 en un edifici situat en l'Illa de les Llums.

## Història

### Origen
La Biblioteca Nacional fou creada per un decret de la Primera Junta el 7 de setembre de 1810, sota el nom de Biblioteca Pública de Buenos Aires. La seua primera ubicació fou en el cantó format pels carrers Bru i Perú, dins de la zona que actualment es coneix com la Poma de les Llums. El seu primer material bibliogràfic fou donat per institucions com el Capítol Eclesiàstic i el Real Col·legi San Carlos, i diversos particulars com Luis Chorroarín i Manuel Belgrano.

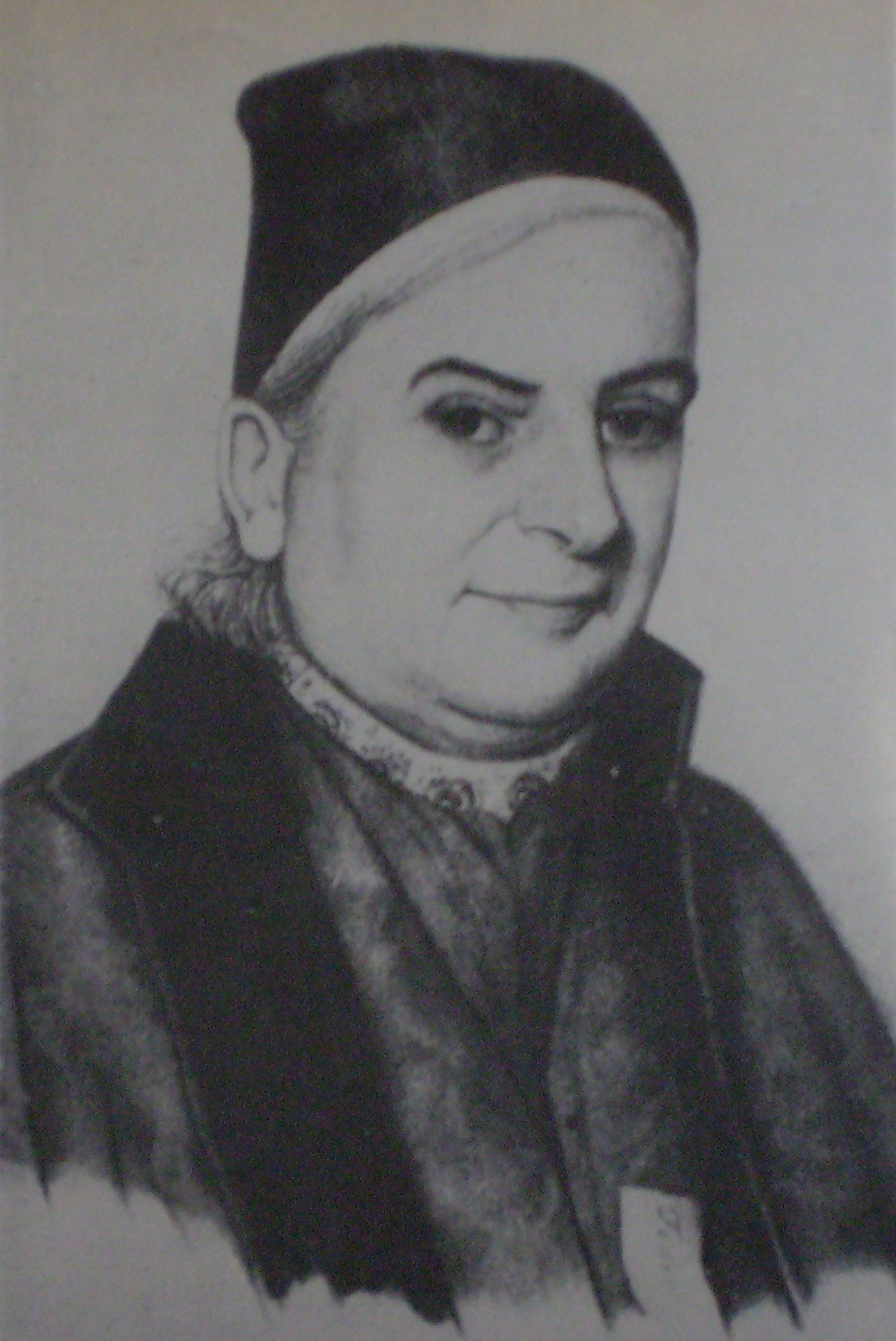
S. Segurola

Mariano Moreno fou designat Protector de la Biblioteca en 1810. Mentre que Cayetano Rodríguez i Saturnino Segurola foren designats respectivament primer i segon bibliotecari. El gener de 1811 assumí la direcció Luis Chorroarín, qui es mantindria en el càrrec fins a 1821, quan mitjançant un decret de Martín Rodríguez fou reemplaçat per Saturnino Segurola. Des de 1822 a 1828 exercí el càrrec Manuel Moreno, germà de Mariano, i la biblioteca comptava en eixe llavors amb un patrimoni considerable: en 1823 la biblioteca comptava amb més de 17.000 volums.

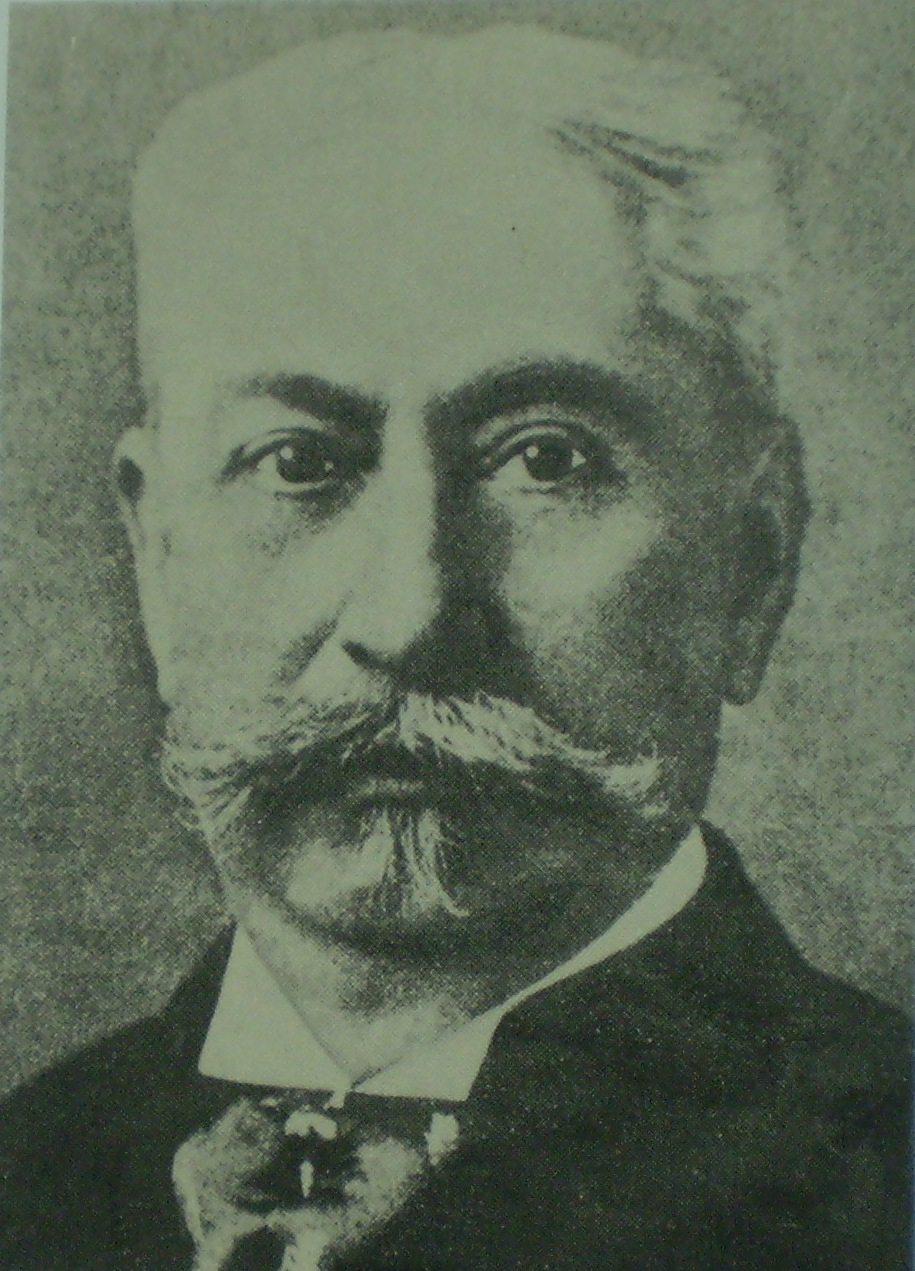
Vicente G. Quesada

També poden destacar-se els directoris de Vicente Quesada, que incorporà gran quantitat de material portat des de l'estranger i realitzà millores en la infraestructura, i de Manuel Trelles, qui també incorporà gran quantitat de material bibliogràfic fins que la Biblioteca passà a dependre del Govern Nacional i fou reemplaçat. Aquestes millores que patí la Biblioteca Pública es manifestaren en els 7.715 lectors que van concórrer en 1881 i els 32.600 volums amb els quals comptava en 1882.

### Biblioteca Nacional
El 5 d'octubre de 1884 fou designat el primer Director Nacional, i des d'eixe moment és coneguda oficialment com a Biblioteca Nacional.

### Paul Groussac
El 19 de gener de 1885 assumeix el càrrec Paul Groussac, qui duraria en el mateix fins a 1929. Durant la seua gestió el patrimoni bibliogràfic fou augmentat en gran quantitat (en 1893 la Biblioteca comptava amb 62.707 volums), i fou construïda una nova seu en el carrer Mèxic 564.

### Jorge Luis Borges
També ha de destacar-se la gestió del prestigiós escriptor Jorge Luis Borges, qui va ocupar el càrrec de Director des de 1955 a 1973. Durant la seua gestió es promogué la construcció d'una nova seu, que era necessària a causa de l'ampli patrimoni amb el qual comptava la Biblioteca.

## Nou Edifici
Mitjançant la Llei Nº 12.351 de 1960 es van destinar tres hectàrees situades entre les avingudes del Libertador i Les Heras, i els carrers Averany i Àustria. L'obra va ser adjudicada mitjançant un concurs nacional, triant-se entre desenes de propostes, als arquitectes Clorindo Testa, Alicia Cazzanica i Francisco Bullrich. Té un disseny revolucionari per a la seua època, i principalment s'aprecia el lloc de parc deixat en el nivell de sòl i la sala de lectura com mirador sobre el port i el Riu de la Plata.
La pedra fonamental de l'edifici fou col·locada recent el 13 d'octubre de 1971, onze anys després de la sanció de la Llei. El nou edifici de la Biblioteca Nacional va ser inaugurat finalment el 10 d'abril de 1992, i el material bibliogràfic es va acabar de traslladar el 21 de setembre de 1993. L'edifici compta amb tres dipòsits subterranis: dos d'ells destinats a llibres, que permeten dipositar tres milions de llibres, i un destinat a guardar revistes i diaris, amb una capacitat de cinc-cents mil exemplars. A més, en l'edifici funciona actualment l'Escola Nacional de Bibliotecaris, fundada en 1956.

## Col·leccions
La Biblioteca compta amb una Biblioteca de Veus, el Fons Bibliogràfic del Tresor (on es guarden una gran quantitat de material bibliogràfic de summa importància històrica i cultural), una Sala de Mapoteca i Materials Especials i la Sala de Lectura per a no vidents "Paul Groussac".